# 바르톨로메오 콜레오니
바르톨로메오 콜레오니(Bartolomeo Colleoni, 1400년 – 1475년 11월 2일)는 베네치아 공화국의 총사령관이 된 이탈리아 출신의 콘도티에로이다. 콜레오니는 "15세기의 가장 앞선 전략가"라는 명성을 얻었었다. 그는 또한 트레스코레발네아리오에 있는 로마 시대의 목욕탕을 개선시킨 것으로도 명성을 얻었다.

## 생애

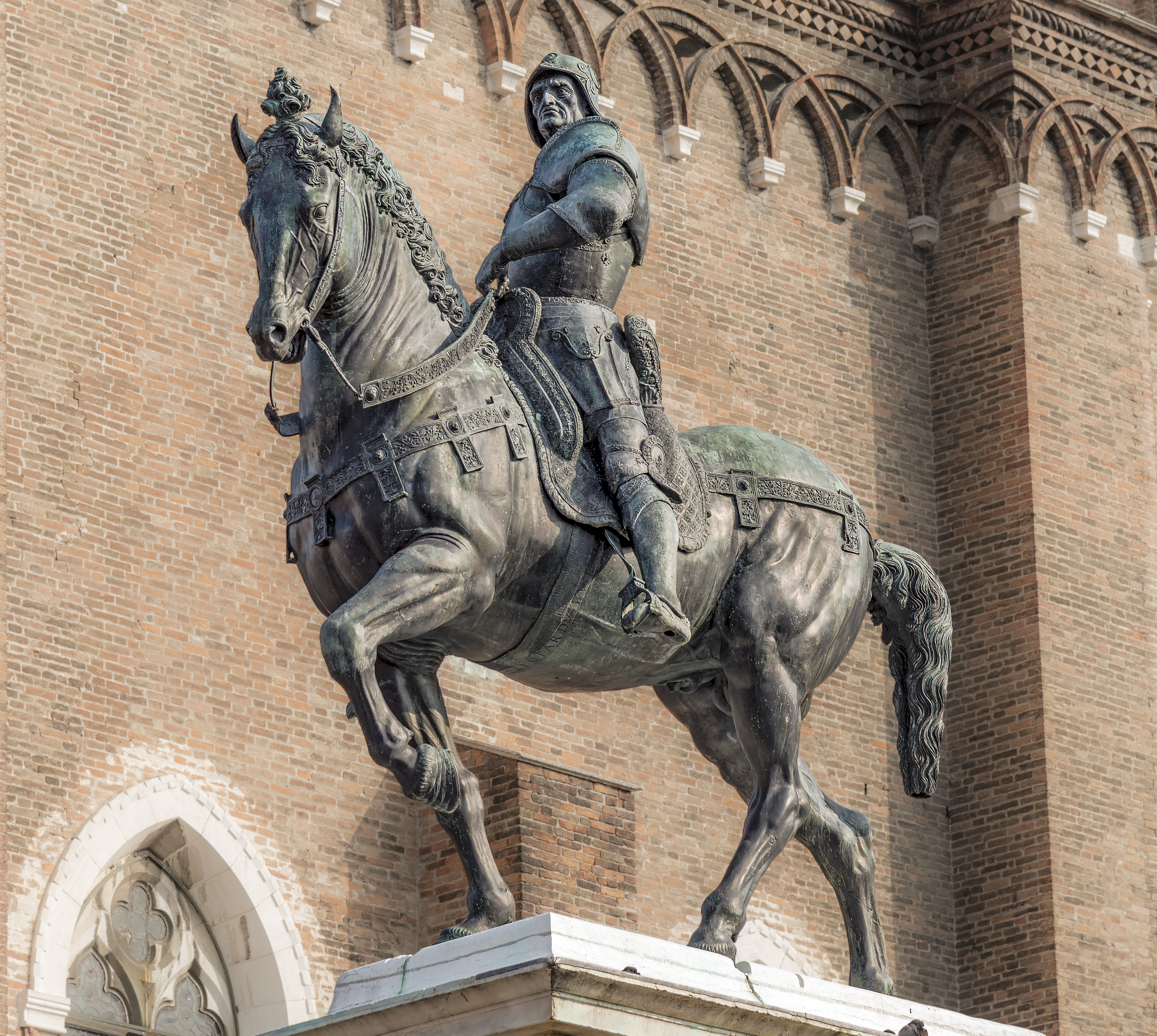
베네치아에 있는 베로키오가 만든 바르톨로메오 콜레오니 기마상.

콜레오니는 그가 지역의 신심회인 콘실리오 델라 미세리코르디아(Consiglio della Misericordia)가 교회 묘소에 그가 들어가는걸 거절하자, 뛰어난 영묘인 카펠라 콜레오니를 마련한 베르가모(그당시 밀라노 공국의 영토)의 근교인 솔차에서 태어났다. 그의 가문은 비스콘티 가문에 의해 추방당한 구엘프 자존 귀족 중 하나였다. 바르톨로메오의 아버지 파올로는 책략을 통해 트레초 성을 포위하였고 아마도 밀라노의 공작인 필리포 마리아 비스콘티의 사주를 받은 그의 친척들이 그를 암살할때까지 군대를 통해 통제하였다.

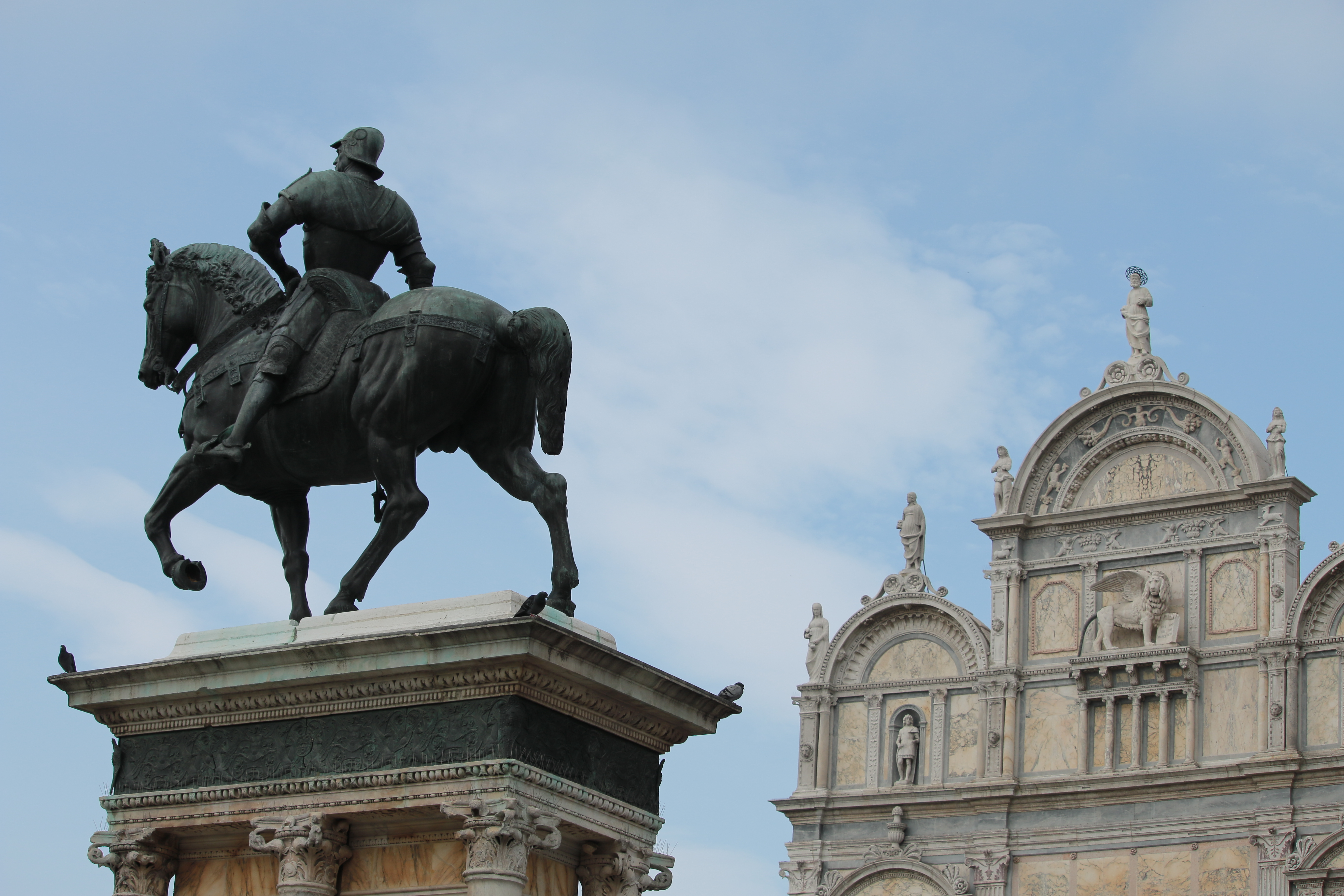
Verrocchio, Bartolomeo Colleoni, Campo Santi Giovanni e Paolo a Venezia opposite La Scuola Grande di San Marco

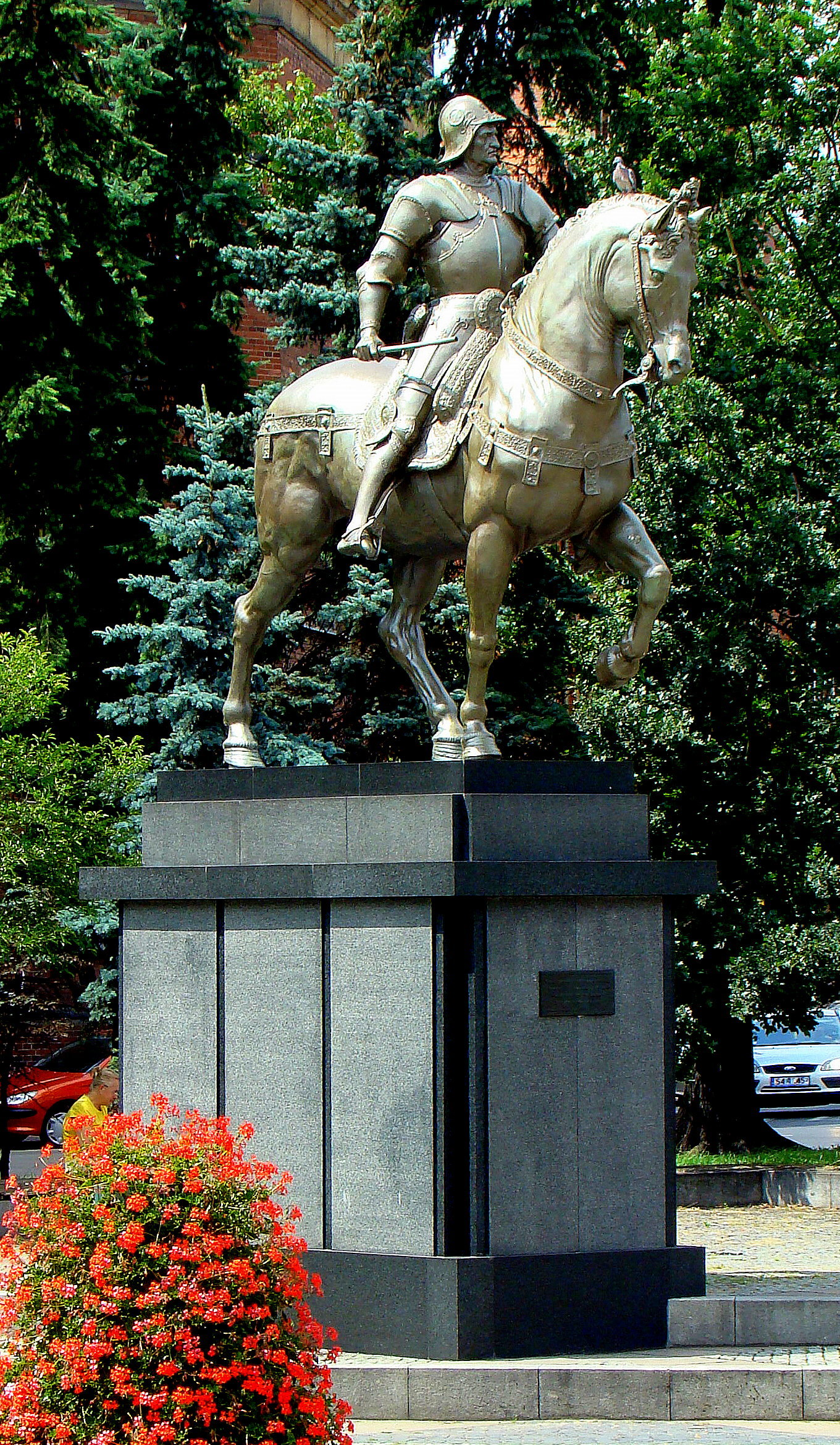
폴란드 슈체친의 로트니쿠프 광장에 있는 바르톨로메오 콜레오니 기념석

어린 시절의 콜레오니는 새로운 피아첸차의 통치자인 필리포 다르첼로(Filippo d'Arcello)의 수행원으로서 첫 수련을 받았다. 그후 그는 아라곤의 알폰소로 인해 발생한 조반나 2세 통치 시기에 벌어진 알폰소와 루이 당주 사이의 분쟁으로 인해 이익을 본 브라초 다 몬토네와 함께 하는 것을 시작하였으며, 그후에는 카르마뇰라의 부관으로 등 다양한 콘도티에로로서 활동하였다. 1432년 베네치아에서 카르마뇰라가 사망한 후, 콜레오니는 그의 생애 가장 큰 부분인 베네치아 공화국에서 복무하였다. 잔프란체스코 1세 곤차가가 명목상 총사령관이였음에도, 콜레오니가 사실상의 베네치아군의 진정한 지도자였다. 그는 밀라노로부터 많은 도시들과 지구들을 탈환시켜냈으며, 곤차가가 적군으로 넘어가게 되자, 콜레오니는 브레시아, 베로나, 가르다호에서 승리를 거둔 에라스모 다 나르니와 프란체스코 스포르차 지도하에서 베네치아군에 복무하였다.
1441년 밀라노와 베네치아 사이에 평화가 이뤄지자, 1443년에 콜레오니는 스포르차와 함께 밀라노로 건너갔다. 앞에서 논한 것처럼, 콜레오니는 곧 불신을 얻어, 몬차에 감금되어, 공작이 사망한 1447년까지 남아있었다. 밀라노가 콜레오니가 한 차례 복무했었던 스포르차의 소유로 떨어졌지만, 1448년에 콜레오니는 스포르차 곁을 떠나 베네치아로 돌아갔다. 베네치아 총사령관으로 선출되지 않은 것에 넌더리가 난 그는 다시 한번 스포르차 세력으로 넘어갔지만, 베네치아는 그가 없이는 작전 수행을 할 수 가 없었으므로, 그에게 향상된 보수를 제안하여, 베네치아는 그를 돌아오게 하였으며, 1455년 그는 베네치아 공화국 총사령관으로 임명되었다. 베네치아가 평화시기였을때도 가끔 그의 재산으로 싸웠음에도, 그는 그가 죽을때까지 공화국의 전쟁 처리를 맡았다.